# Maria Duffek
Maria Anna Duffek (ur. 7 kwietnia 1961 we Wrocławiu) – polska scenograf, dekorator wnętrz i kostiumograf filmowa.

## Życiorys
Absolwentka historii sztuki na Uniwersytecie Jagiellońskim. Laureatka Polskiej Nagrody Filmowej, Orzeł 2018 za scenografię filmu Twój Vincent. Członkini Stowarzyszenia Filmowców Polskich.

## Wybrana filmografia
- Jutro będzie niebo (2001) – scenografia, kostiumy
- Fala zbrodni (2003-2008) – scenografia
- Doskonałe popołudnie (2005) – scenografia
- Hiena (2006) – kostiumy
- Skorumpowani (2008) – dekoracja wnętrz
- Taras Bulba (2009) – kostiumy (polska ekipa)
- Zwerbowana miłość (2009) – scenografia
- Od pełni do pełni (2012) – dekoracja wnętrz
- Twój Vincent (2017) – scenografia (zdjęcia aktorskie)